# Baikaloperla
Baikaloperla is een geslacht van steenvliegen uit de familie Capniidae. De wetenschappelijke naam van het geslacht is voor het eerst geldig gepubliceerd in 1973 door Zapekina-Dulkeit & Zhiltzova.

## Soorten
Baikaloperla omvat de volgende soorten:
- Baikaloperla elongata Zapekina-Dulkeit & Zhiltzova, 1973
- Baikaloperla kozhovi Zapekina-Dulkeit & Zhiltzova, 1973